# Lindumer Kircherl

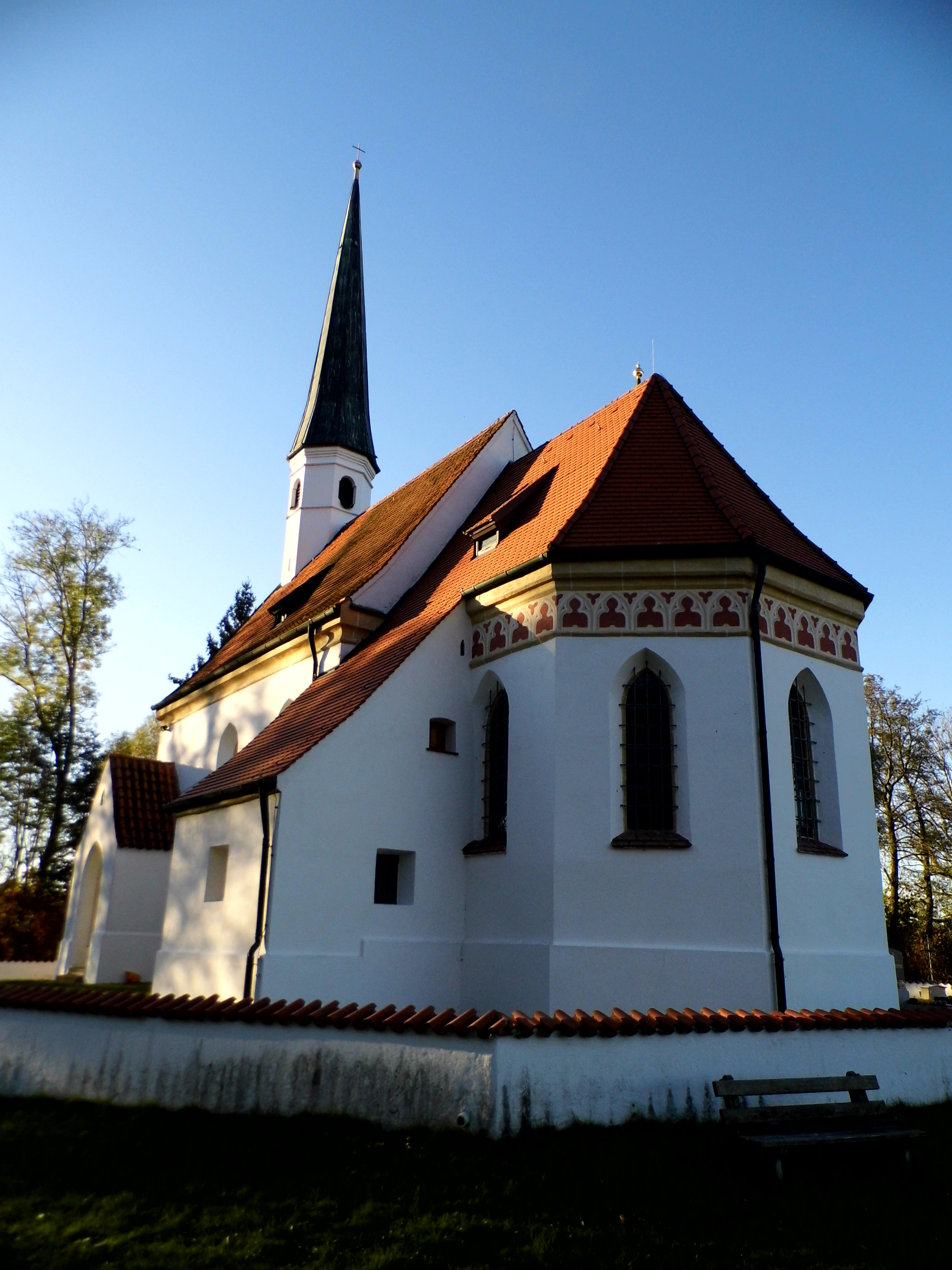
Süd-Ost-Seite

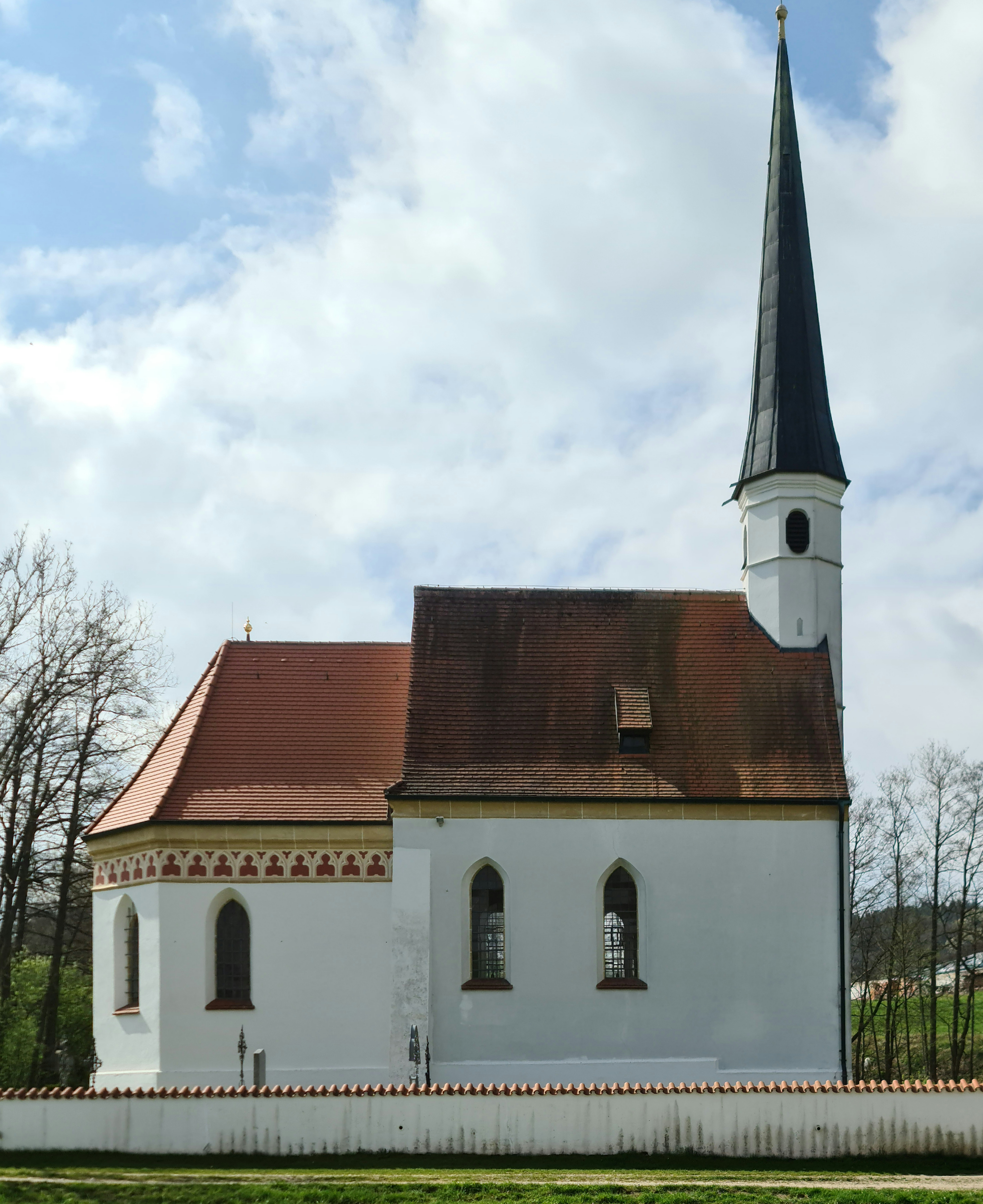
Ansicht von Norden

Das Lindumer Kircherl mit dem Patrozinium Kreuzauffindung ist eine spätgotische (15. Jahrhundert) Filialkirche der Pfarrei Oberdorfen im bayrischen Landkreis Erding. Sie steht abseits der Wohnbebauung von Lindum auf einer Anhöhe und fällt besonders durch den schlanken achteckigen Dachreiter über dem Westgiebel auf.
Erbaut wurde sie der Überlieferung nach als Sühne für einen Jagdfrevel von Graf Pliemel. Im Innern sind besonders nennenswert das Altarbild des rechten Seitenaltars mit der ältesten Maria-Dorfen-Darstellung (1717) und die Kanzel von Matthias Fackler (1774).
Als eine der ältesten erhaltenen Glocken des Erzbistums (vermutlich aus dem 12. Jahrhundert) ist die ehemalige Glocke der Kirche im Diözesanmuseum Freising zu besichtigen.
Seit den 1990er Jahren fanden jedes Jahr um die Kirche herum Veranstaltungen der Aktionsgemeinschaft gegen den Bau der A 94 durch das Isental statt. Dadurch wurde die Kirche zu einem der Sinnbilder der Autobahngegner.